# Munizip az-Zawiya
Az-Zawiya (arabisch الزاوية, DMG az-Zāwiya, italienisch Zauia) ist ein Munizip, das im Nordwesten Libyens liegt. Die Hauptstadt von az-Zawiya ist die Stadt az-Zawiya.

## Geographie
Im gesamten Gebiet von az-Zawiya lebten im Jahre 2006 290.993 Menschen auf einer Fläche von insgesamt 2.890 km². Im Norden grenzt das Munizip an das Mittelmeer, am Land grenzt es an folgende Munizipen:
- Munizip Tripolis im Osten
- Munizip al-Dschifara im Südosten
- Munizip al-Dschabal al-Gharbi im Süden
- Munizip an-Nuqat al-Chams im Westen

## Verwaltungsgeschichte
Bei der Verwaltungsreform 2007 wurde der östliche Teil des aufgelösten Munizip Sabratha wa-Surman zugeordnet. Bis dahin umfasste az-Zawiya lediglich 197.177 Menschen (Stand 2003) auf einer Fläche von insgesamt 1.520 km².

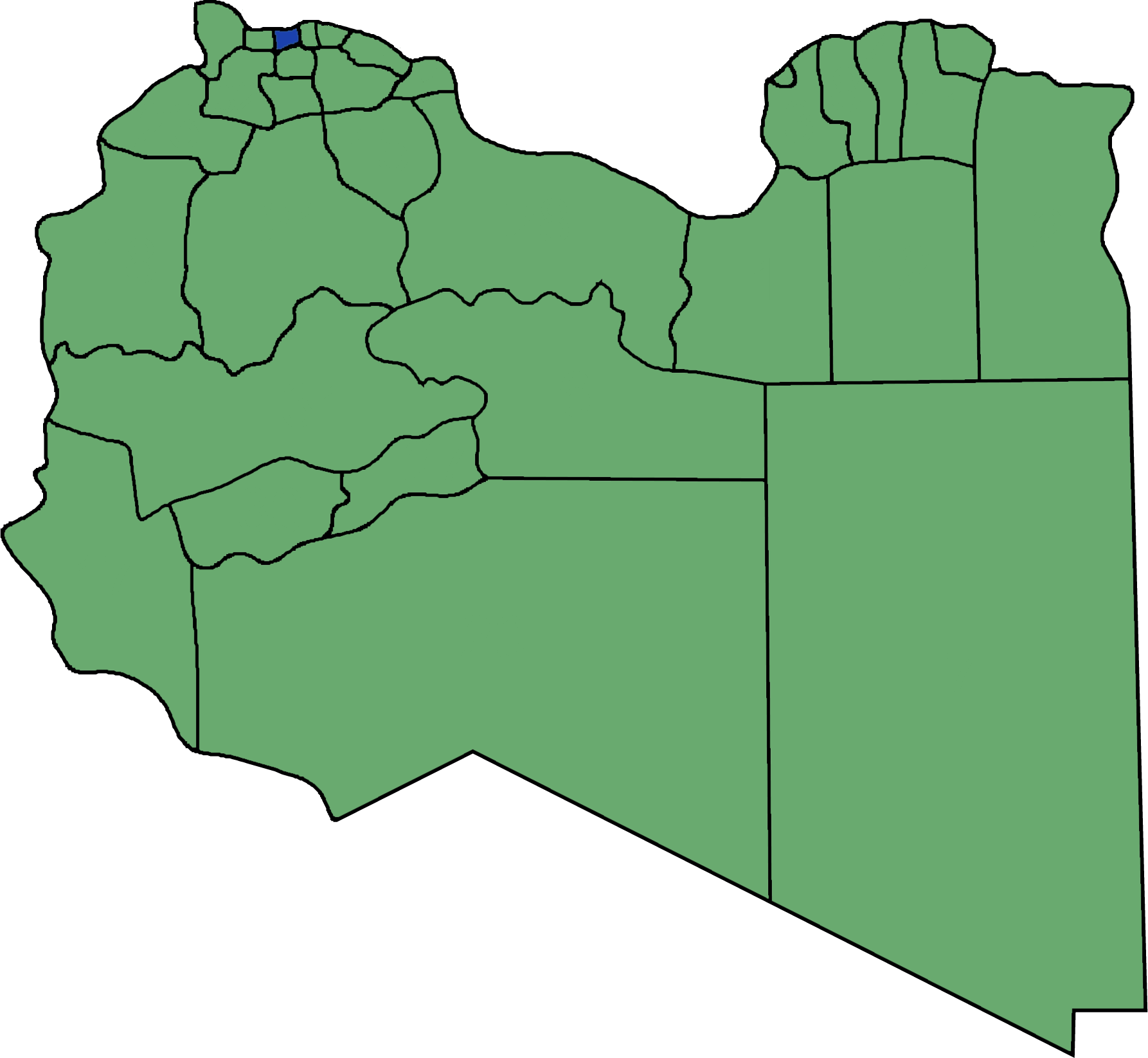
Munizipalgebiet az-Zawiya vor 2007
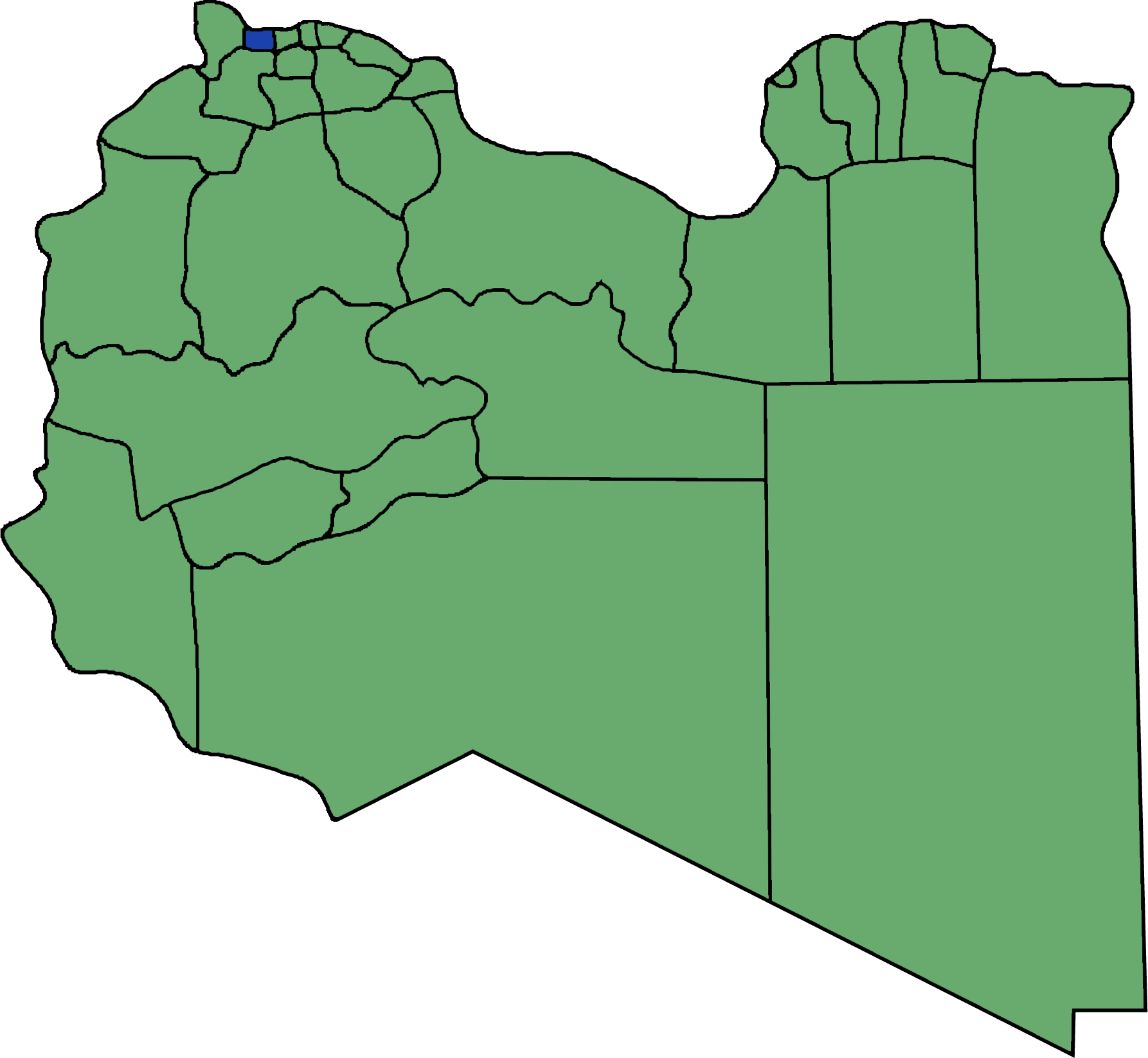
Munizipalgebiet Sabratha wa-Surman vor 2007